# روبرت هنري لورنس
روبرت هنري لورنس الأصغر (بالإنجليزية: Robert Henry Lawrence Jr)‏ ـ (2 أكتوبر 1935 ـ 8 ديسمبر 1967) هو ضابط بالقوات الجوية الأمريكية، كان أول رائد فضاء أفريقي أمريكي.

## نشأته الأولى
ولد لورنس في شيكاغو بولاية إلينوي، وحصل على درجة البكالوريوس في العلوم (تخصص كيمياء) من جامعة برادلي وهو في العشرين من عمره. وأثناء دراسته بجامعة برادلي، برز برادلي كقائد متدرب في فيلق تدريب ضباط الاحتياط التابع للقوات الجوية الأمريكية، فمُنح رتبة ملازم ثانٍ في برنامج الاحتياط بالقوات الجوية.

## خدمته بالقوات الجوية
في الواحدة والعشرين من عمره، عُين طيارًا حربيًا بالقوات الجوية الأمريكية، بعد أن أتم تدريبه على الطيران في قاعدة مالدن الجوية، وفي العام التالي تزوج فتاة من شيكاغو تدعى باربرا كريس، وما إن بلغ الخامسة والعشرين من عمره حتى عُين طيارًا معلمًا لدى القوات الجوية الألمانية على طائرة التدريب تي-33.
في سنة 1965، حصل لورنس على درجة الدكتوراه في الكيمياء الفيزيائية من جامعة ولاية أوهايو.
حقق لورنس أكثر من 2500 ساعة طيران، كان منها 2000 ساعة على طائرات نفاثة، وقد قام بعدة طلعات اختبارية على الطائرة لوكهيد إف-104 ستارفايتر لاختبار الطيران الانزلاقي لمختلف المركبات الفضائية دون طاقة أثناء العودة من المدار إلى الأرض، واعترفت وكالة ناسا بجهوده هذه، قائلة إن هذه الجهود «أسهمت إسهامًا عظيمًا في تطوير مكوك الفضاء».

## رائدًا للفضاء
في يونيو 1967، اجتاز لورنس بنجاح تدريبات مدرسة تدريب طياري الاختبار التابعة للقوات الجوية في قاعدة إدواردز الجوية بكاليفورنيا، ثم اختارته القوات الجوية الأمريكية في الشهر ذاته رائد فضاء في برنامج مختبر الدوران المداري البشري (بالإنجليزية: Manned Orbital Laboratory)‏ التابع لها، ليكون أول رائد فضاء أسود في التاريخ.

## مصرعه
في 8 ديسمبر 1967، كان لورنس يحتل المقعد الخلفي في مهمة تدريبية على طائرة إف-104 ستارفايتر بقاعدة إدواردز الجوية، وكان الطيار المتدرب يتعلم تقنية الهبوط الانزلاقي شديد الانحدار. نجح الطيار في تنفيذ ذلك، ولكنه تأخر في العودة إلى الصعود، فارتطمت الطائرة بالأرض بقوة، وتحطم ناقل الحركة الرئيسي، ثم اشتعل وتدحرج. وعند ذلك اندفع المقعد الأمامي ـ حاملًا الطيار المتدرب ـ إلى أعلى، فنجا المتدرب رغم إصاباته الخطرة، أما المقعد الخلفي، الذي يتأخر قليلًا عن الاندفاع تجنبًا للارتطام بالمقعد الأمامي، فقد اندفع بشكل جانبي، موديًا بحياة لورنس على الفور.

## تكريمه
حصل لورنس أثناء حياته القصيرة على قلادة الثناء من القوات الجوية الأمريكية، ونُوّه باسمه في تنويه الوحدات البارزة، كما نُقش اسمه في 8 ديسمبر 1997 على نصب مرآة الفضاء التذكاري في مركز كينيدي للفضاء في فلوريدا.